# Charles Warren Eaton

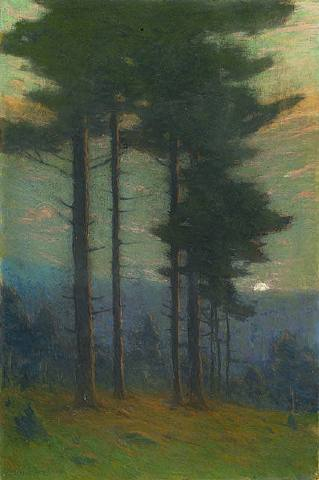
Charles Warren Eaton: Twilight (Dämmerung)

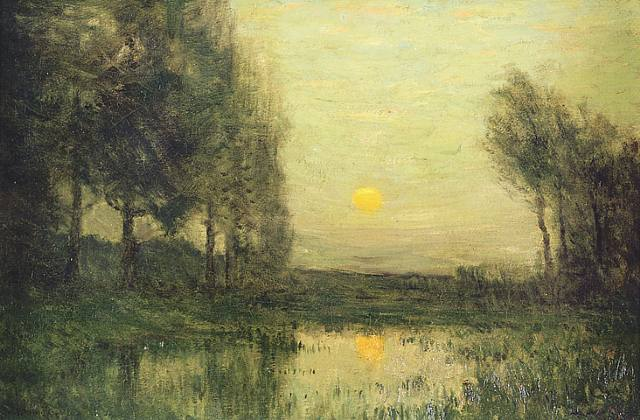
Charles Warren Eaton: September Moonrise (Mondaufgang im September), 1900

Charles Warren Eaton (* 22. Februar 1857 in Albany, New York, USA; † 1937 in Montclair, New Jersey, USA) war ein US-amerikanischer Künstler, der am besten für seine tonalistischen Landschaften bekannt ist. Er erhielt den Beinamen „the pine tree painter“ für seine zahlreichen Abbildungen von Weymouth-Kiefern.

## Leben und Werk
Eaton wurde in bescheidenen Verhältnisse geboren. Im Alter von 9 Jahren begann er zu arbeiten und als junger Erwachsener arbeitete er in einem Textilwarengeschäft. Als 22-Jähriger erweckte die Amateurmalerei eines Freundes sein Interesse an der Kunst. Er zog 1879 nach New York City, um tagsüber zu arbeiten und abends Klassen an der National Academy of Design, der er ab 1901 als assoziiertes Mitglied (ANA) angehörte, und der Art Students League zu besuchen. Auch in seiner Freizeit übte er das Skizzieren. 
Eatons Eintritt in die Kunstwelt ging einher mit einer tiefgreifenden Änderung im vorherrschenden Kunststil in Amerika. In den späten 1870ern gab der sehr realistische und detaillierte Stil der Hudson River School, der die Kunstszene für mehr als 40 Jahre dominiert hatte, den Weg frei für einen viel lockeren, stimmungshafteren Stil, den jüngere Künstler aus Europa mitbrachten. Dieser neue Stil, der später Tonalismus genannt werden sollte, legte Wert auf zurückhaltende Farben und neigte dazu, vertraute Schauplätze statt erhabene Szenen darzustellen. Eaton übernahm diesen Stil und freundete sich mit zwei anderen tonalistischen Künstlern, Leonard Ochtman und Ben Foster, an.
In den frühen 1880ern wurde die professionelle Kunstszene auf ihn aufmerksam und er konnte erste Verkäufe realisieren. Er stellte 1882 seine ersten beiden Gemälde in der National Academy of Design aus und fuhr für den Rest seiner Karriere mit Ausstellungen dort fort. Seine Gemälde in der 1884er Ausstellung brachten ihm günstige Aufmerksamkeit von der The New York Times. Er stellte 1884 auch mit der neu gegründeten Society of American Artists ein uncharakteristisches Stillleben (sonst malte er fast nur Landschaften) aus. 1886 gab er seine Tagesarbeit auf und widmete sich ausschließlich der Kunst. 
Eaton schätzte die Arbeit von Robert Swain Gifford und George Inness besonders hoch. Eaton und Inness arbeiteten 1889 im selben Gebäude in New York und Inness bewunderte eine von Eatons Landschaften: Am nächsten Tag erwarb er ein Gemälde von Eaton und beide wurden Freunde. Eaton, der sich selbst bereits etabliert hatte, war mehr ein Bewunderer als ein Schüler von Inness. 
Eaton erreichte seine Reife als Künstler in den 1890ern und 1900ern mit zwei verschiedenen Landschaftsthemen. Das erste, im Stil tonalistisch, war eine Landschaft, die typischerweise Weideland, Bäume und manchmal kleinere Gewässer oder eine Steinmauer enthielt. Die allgemeine Stimmung in diesen Gemälden ist eine von Vertrautheit. Das zweite Thema, mehr stattlich in der Art, war eine Landschaft mit einer Gruppe von hohen Weymouth-Kiefern, oft hinterleuchtet von einer untergehenden Sonne. Er entwickelte dieses Thema zu einer seiner größten Arbeiten und war damit so erfolgreich, dass er als der „the pine tree painter“ bekannt wurde. Eaton fügte fast nie Menschen oder Tiere in seine Landschaften ein. 
Eaton arbeitete vor allem in Öl und Wasserfarben. Er war Gründungsmitglied der  American Watercolor Society. Er stellte in der bekannten Macbeth Gallery in New York über 30 Jahre lang aus, in Paris über den berühmten Händler Paul Durand-Ruel und auch auf wichtigen internationalen Ausstellungen. Er war bei zahlreichen Ausstellungen Juror. Aus unklaren Gründen, die aber möglicherweise politisch waren, wurde er nie Voll-Mitglied der National Academy oder der Society for American Artists. 
Trotz seines tonalistischen Erfolges wechselte er graduell vom schattigen tonalistischen Stil zu strahlenderen Farben, besonders nach 1910. Er war nie wirklich ein Impressionist, sondern malte in einem lose realistischen Stil. Viele seiner späteren Werke zeigen europäische Szenen, wohin Eaton als Erwachsener regelmäßig reiste. Im Besonderen favorisierte er die ländliche Umgebung von Brügge wie auch den Comer See in Italien, den er in einer besonders leuchtenden Palette malte.
In den 1920ern ging Eatons Produktion und Kreativität zurück. Die Weltwirtschaftskrise zerstörte den Kunstmarkt und Eatons Verkäufe brachen ein. Er zog nach Montclair und lebte zurückgezogen mit seiner Schwester und Nichte bis zu seinem Tod 1937. Seine Werke, wie die vieler anderer Künstler seiner Generation, wurden für Jahrzehnte nahezu vergessen, bis das Interesse im späten 20. Jahrhundert wieder auflebte.